# Szkoła haska

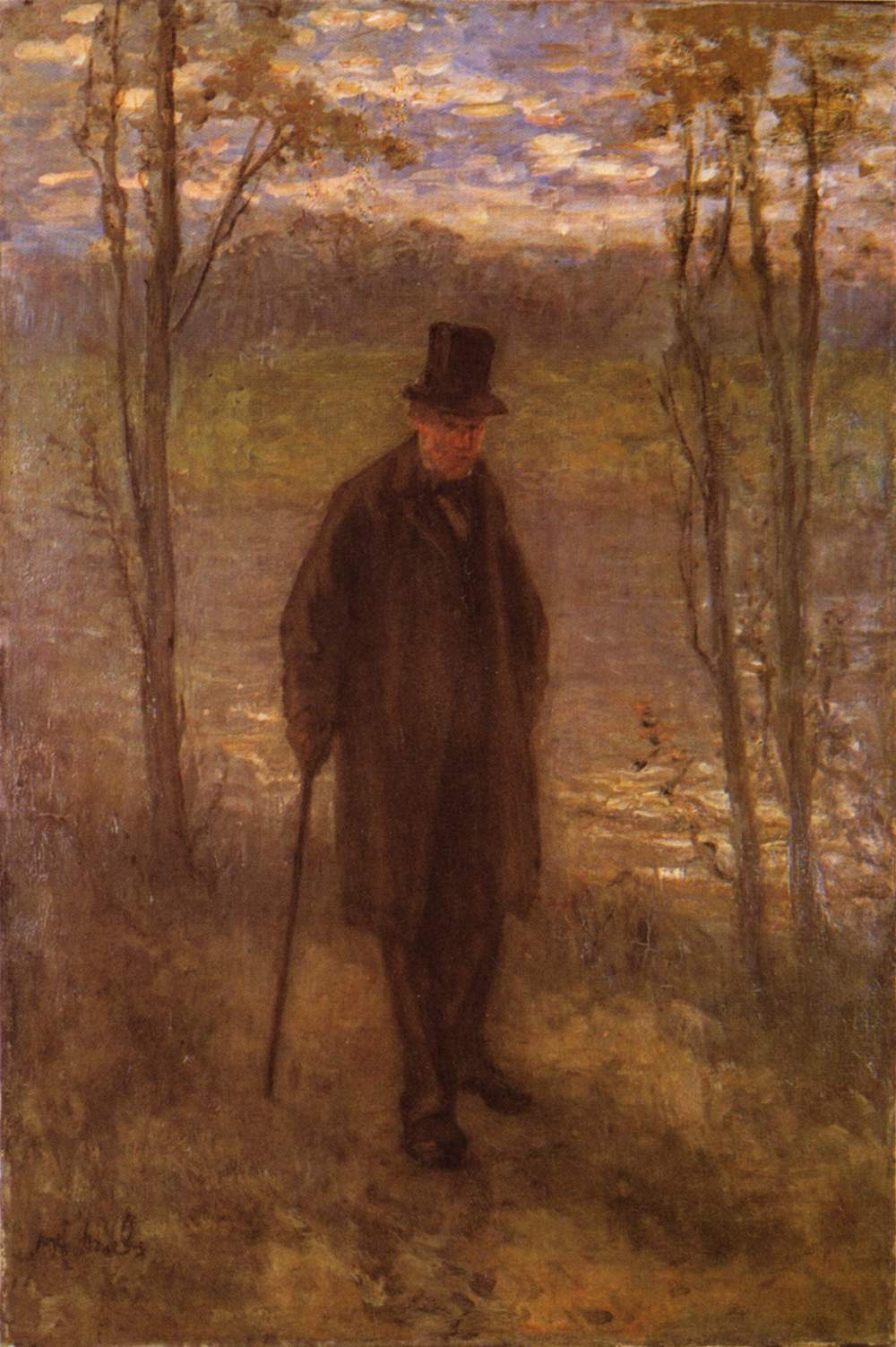
Jozef Israëls: Wenn man alt geworden ist.

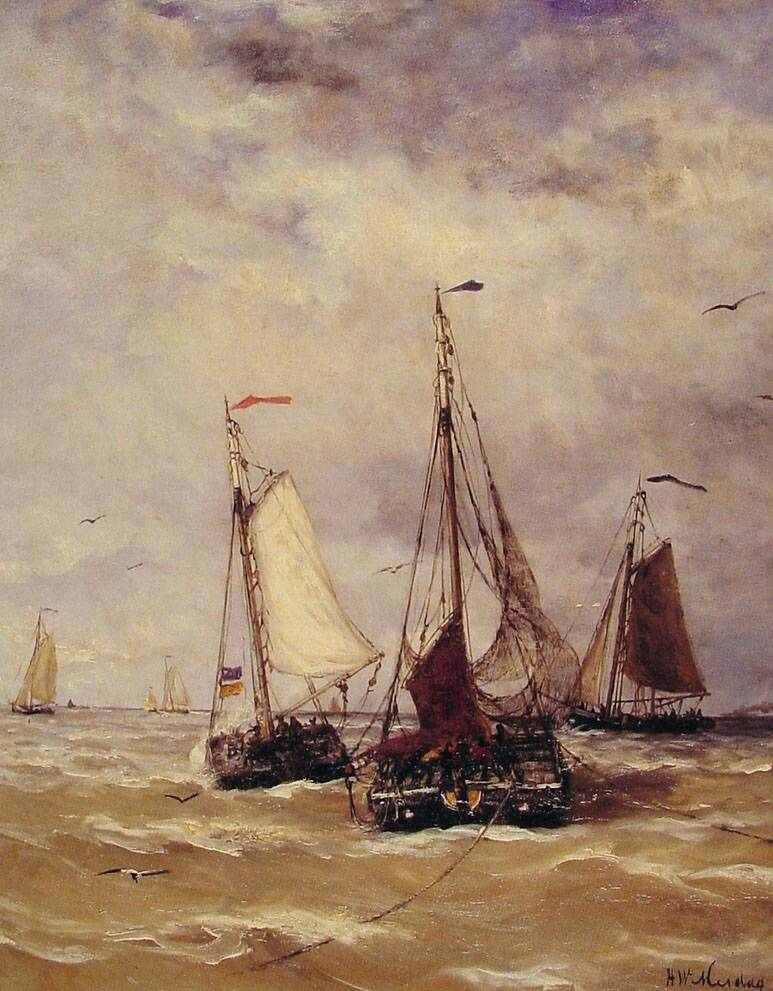
Hendrik Willem Mesdag: Vorbereitungen zum Ablegen.

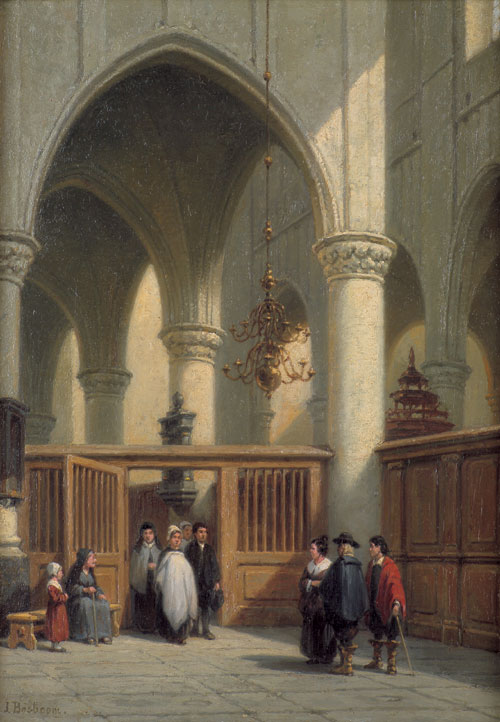
Johannes Bosboom: Kircheninneres mit Kindstaufe

Szkoła haska (hol. Haagse School) – grupa artystyczna malarzy holenderskich działających w Hadze w latach 1860–1890.
Malarze ze szkoły haskiej tworzyli pod wpływem francuskiej szkoły z Barbizon, malowali w plenerze realistyczne i naturalistyczne sceny rodzajowe, które łączyli z pejzażem. Wiodącym tematem ich prac były pejzaże, martwe natury i sceny rodzajowe z życia prostych ludzi: mieszczan, chłopów i rybaków.
Początkowo artyści stosowali ciemną, mroczną kolorystykę, dopiero później pod wpływem impresjonizmu ich prace stały się lżejsze i jaśniejsze. Ostatecznie wykształcili styl będący kompilacją tradycji barbizończyków i impresjonistów.

## Główni przedstawiciele
- George Hendrik Breitner (1857–1923)
- Jozef Israëls (1824–1911)
- Johannes Bosboom (1817–1891)
- Johan Hendrik Weissenbruch (1824–1903)
- Hendrik Willem Mesdag (1831–1915)
- Jacob Maris (1838–1899)
- Anton Mauve (1838–1888)
- Matthijs Maris (1839–1917)
- Willem Maris (1844–1910)
- Willem Roelofs (1822–1897)